# Steve Moran
Stephen James Moran (* 10. Januar 1961 in Croydon) ist ein ehemaliger englischer Fußballspieler, welcher bis zum Ende seiner Karriere im Juli 1995 bei insgesamt fünf verschiedenen englischen Fußballvereinen spielte. Dort wurde er vorwiegend in der hängenden Spitze eingesetzt.

## Karriere
Während seiner Zeit bei Southampton (i. e. S. zwischen 1981 und 1984) war Moran zweimal in der Englischen U-21 Nationalmannschaft aktiv.